# مدرسة كورونادو الثانوية (كولورادو)
مدرسة كورونادو الثانوية (بالإنجليزية: Coronado High School)‏ هي مدرسة ثانوية عامة في كولورادو كولورادو سبرينغز، كولورادو، الولايات المتحدة.